# Fenz
Fenz ist ein Sennengericht aus den ost- und zentralschweizerischen Alpen. Mehl, Butter und Milch oder Molke werden zu einer Masse gerührt und gekocht.
Fenz wird mit Brot serviert, gegessen wird er aus der Pfanne. Heute erhält man ihn noch in einigen Schweizer Gaststuben im Berggebiet. Allerdings wird Fenz oft nach abgewandelten Rezepten (etwa mit Griess oder mit Eiern) zubereitet, um ihn schmackhafter zu machen.